# وادي الحجارة (إسبانيا)
وَادِي الحِجَارَة أو مَدِينَة الفَرَج (بالإسبانية: Guadalajara ڨُوَذَلَخَارَه، وهو تحريف للاسم العربي) هي مدينة تقع في وسط إسبانيا، هي عاصمة مقاطعة وادي الحجارة التابعة لمنطقة قشتالة والمنشف.

## الديموغرافيا
بلغ عدد سكان مدينة غوادالاخارا 84.453 نسمة عام 2011 (وفقاً للمعهد الوطني الإسباني للإحصاء).
| 67.108 | 69.959 | 69.098 | 73.719 | 77.025 | 83.039 | 84.453 |

## توأمة
لوادي الحجارة (إسبانيا) اتفاقيات توأمة مع كل من:
- ليفورنو
- روآن
- نيترا
- بارما
- Nuneaton and Bedworth [الإنجليزية]‏
- غوادالاخارا
- بوغة [الإنجليزية]‏
- نانيتون [الإنجليزية]‏

## صور

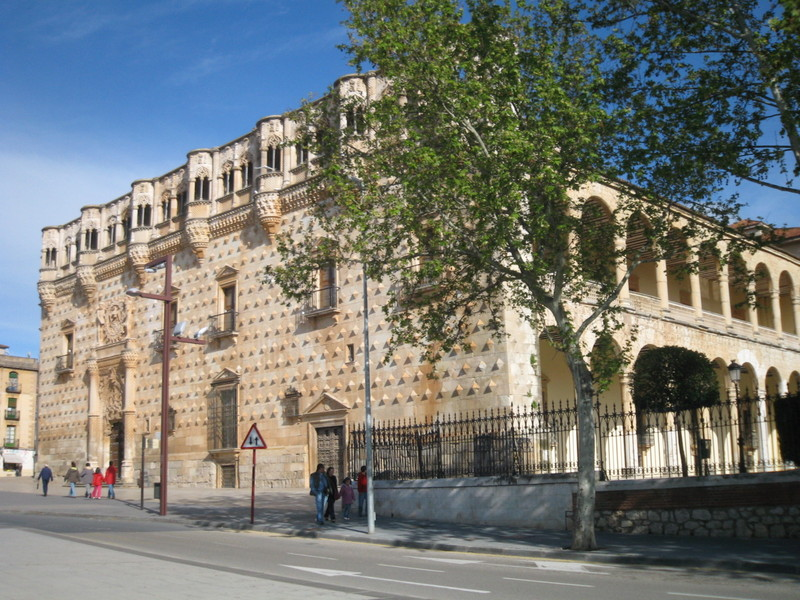
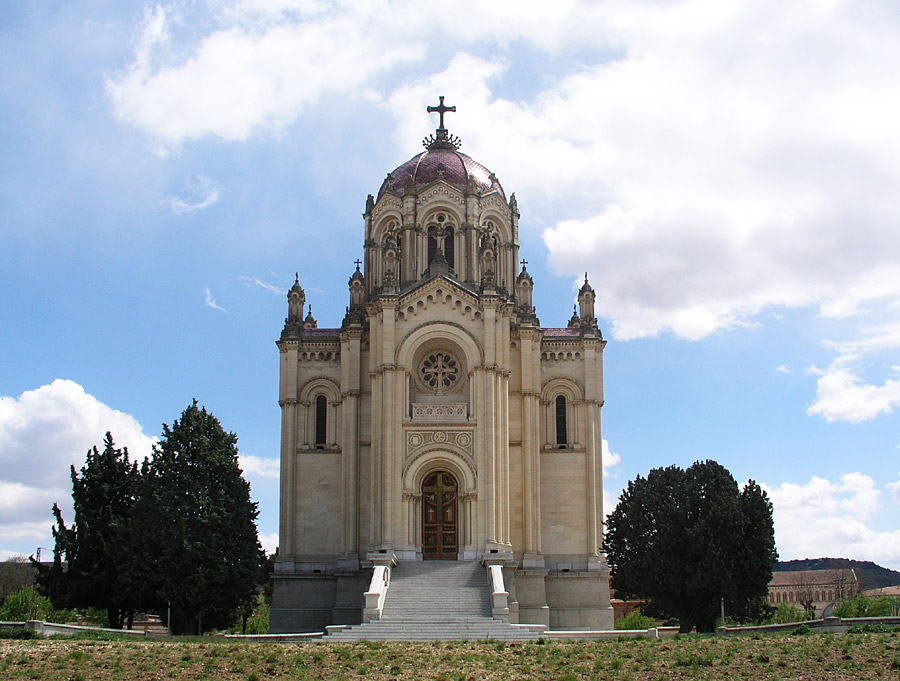
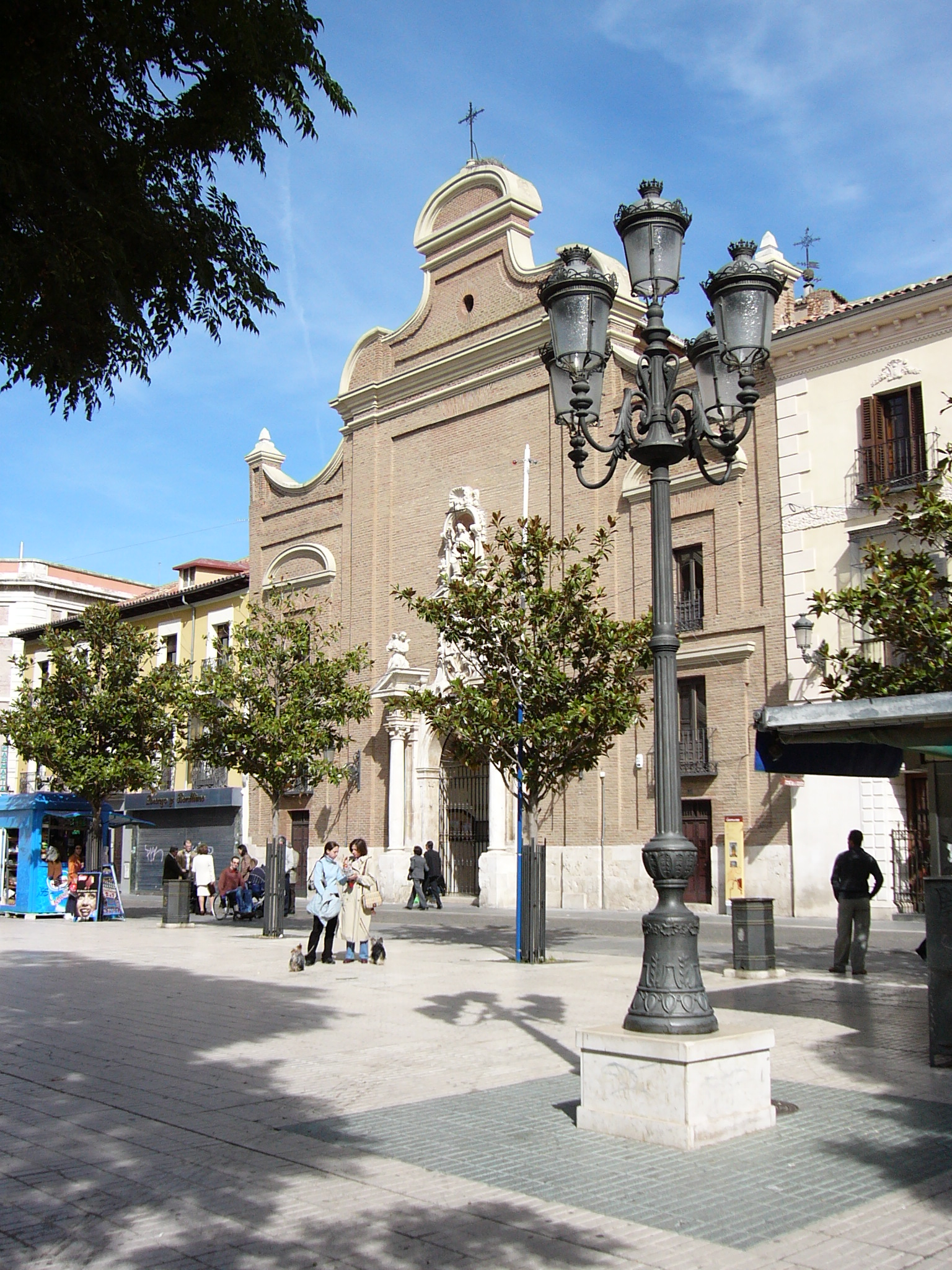
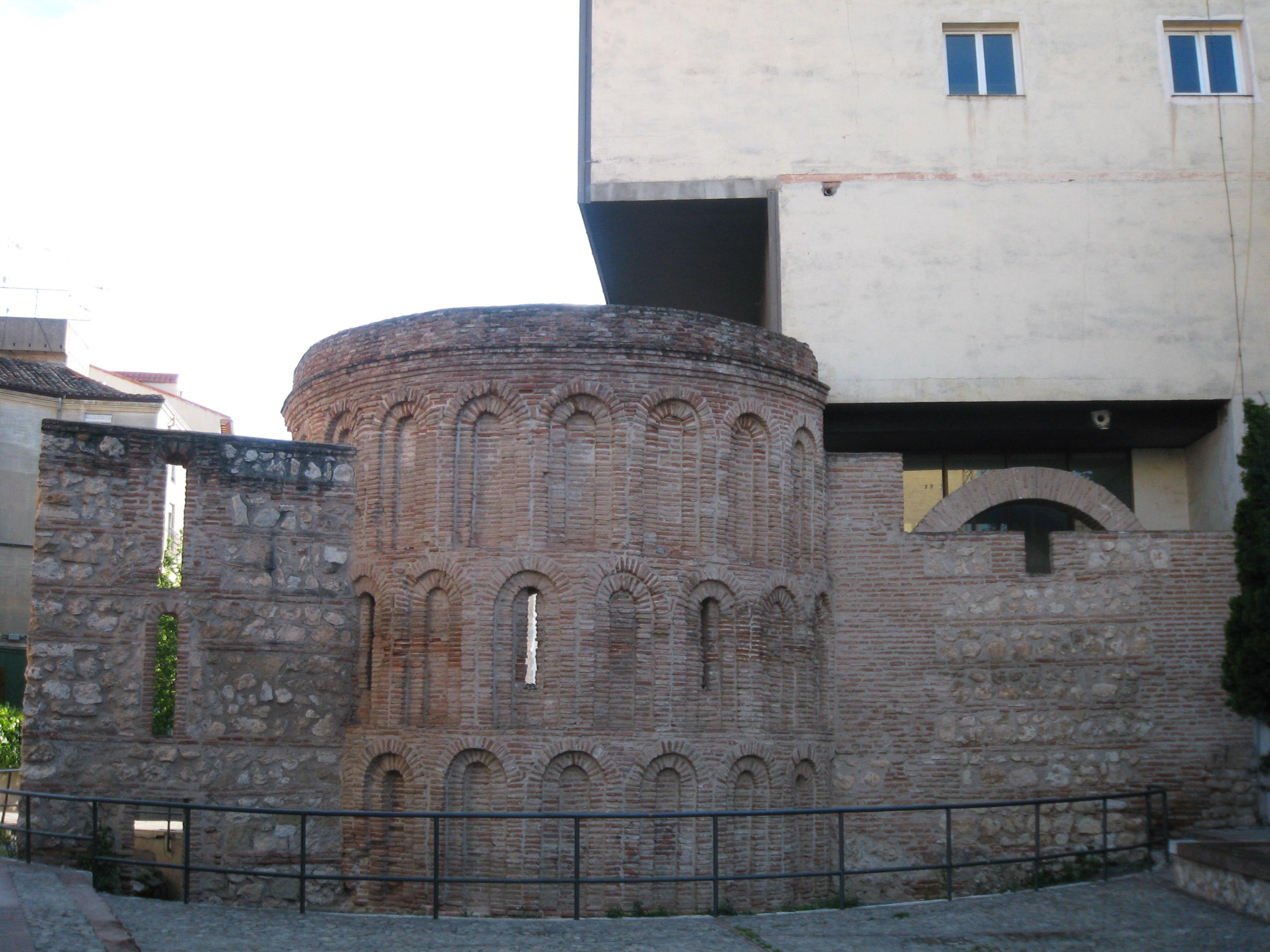
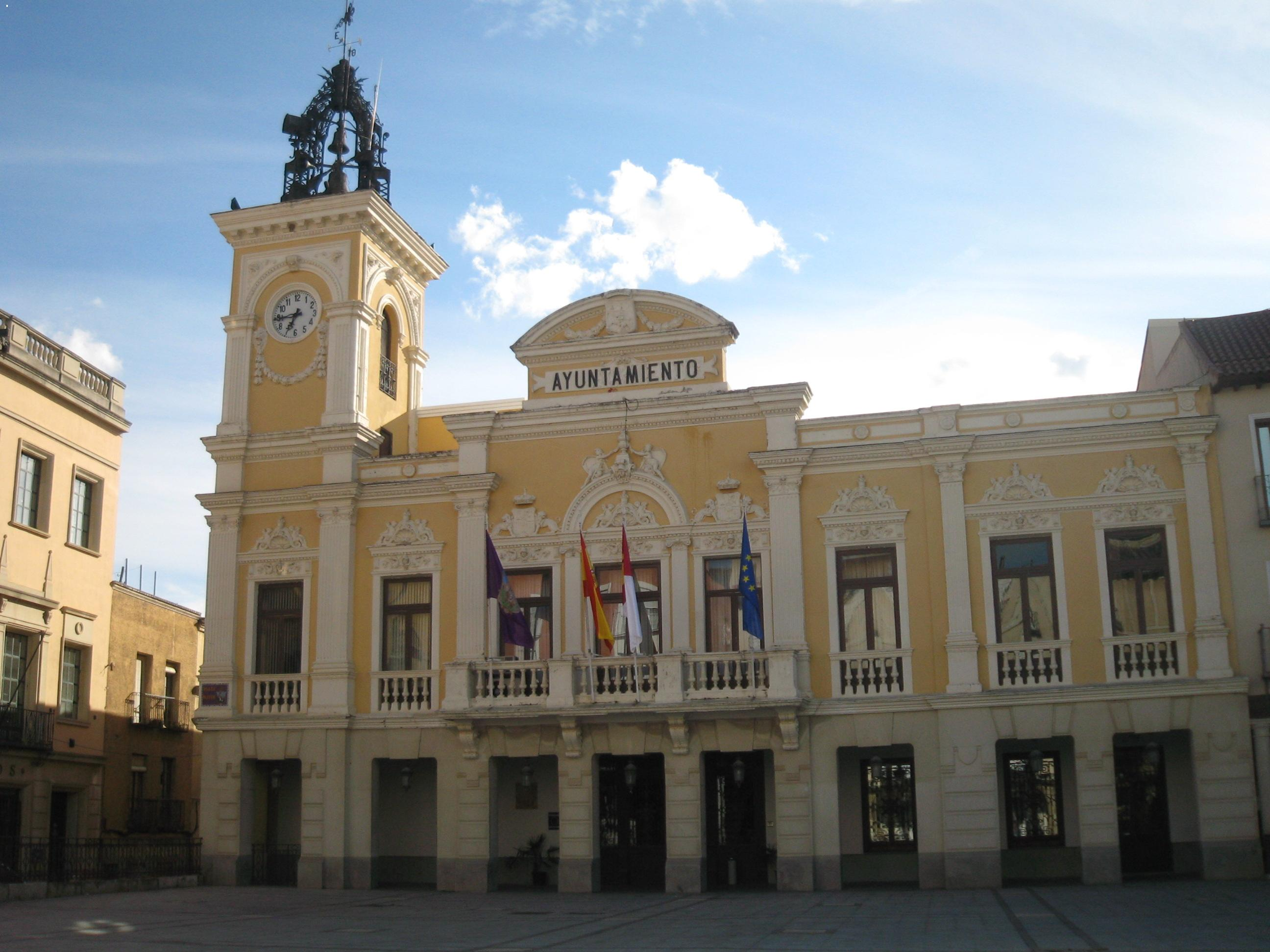
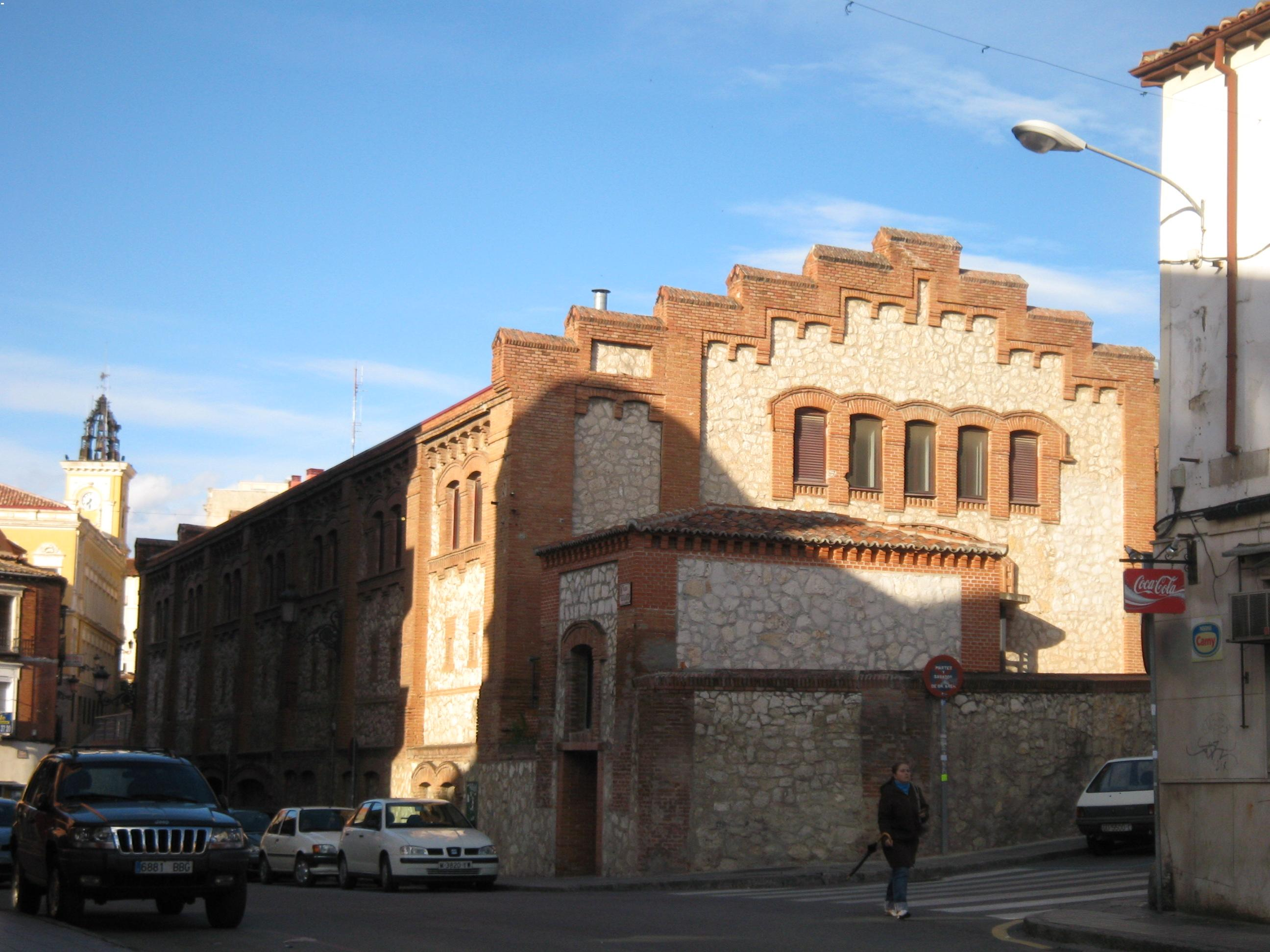
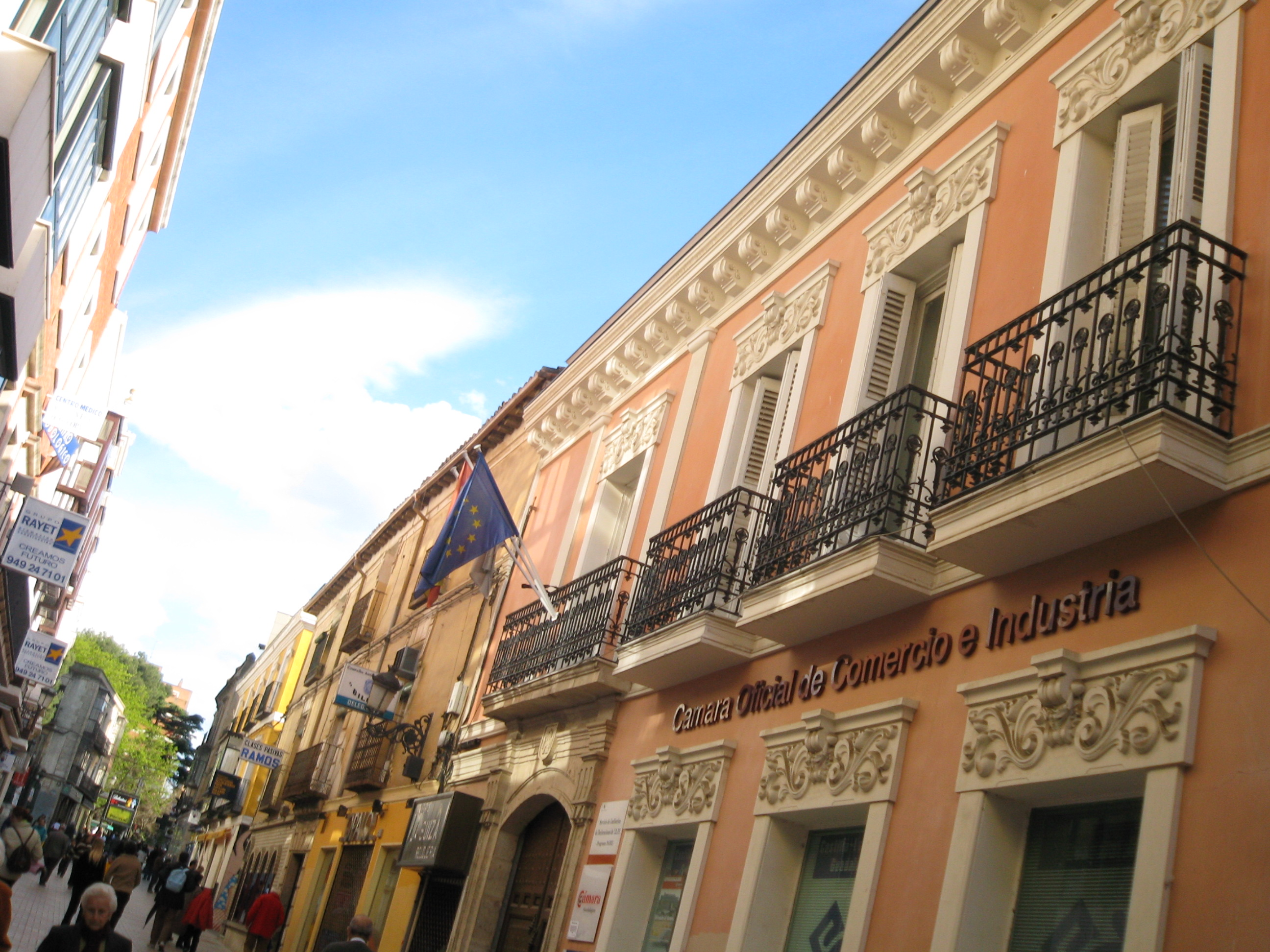
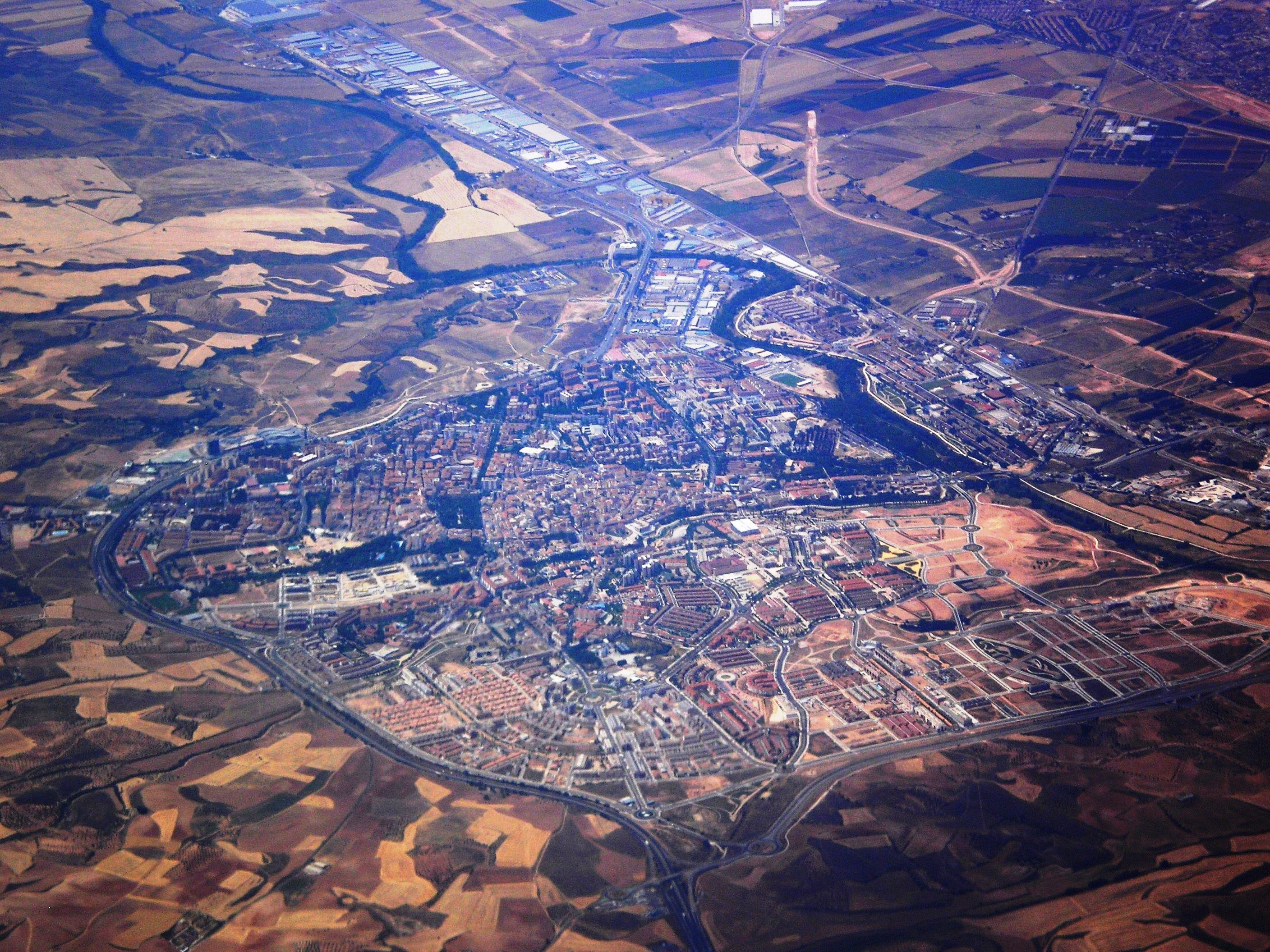

## أعلام
- بيرناردينو دي مندوزا
- إبراهام غولن
- روبيرتو مانسيا
- آنا لوزانو
- سونيا رييس سايث
- إنيغو لوبيث دي ميندوثا
- ماريا آنا من نويبورغ